# Giuseppe Carlo Airenti
Giuseppe Carlo Airenti (né le 13 juin 1821 à Port-Maurice et mort le 24 août 1882 à Dolcedo) est un homme politique italien.

## Biographie
Il a été député du royaume de Sardaigne durant les Ve, VIe et VIIe législatures.
Il a été député du royaume d'Italie durant les VIIIe, IXe, XIe et XIIe législatures et sénateur durant les XIIe, XIIIe et XIVe législatures.

## Sources
- (it) Cet article est partiellement ou en totalité issu de l’article de Wikipédia en italien intitulé « Giuseppe Airenti » (voir la liste des auteurs).